# چرخند

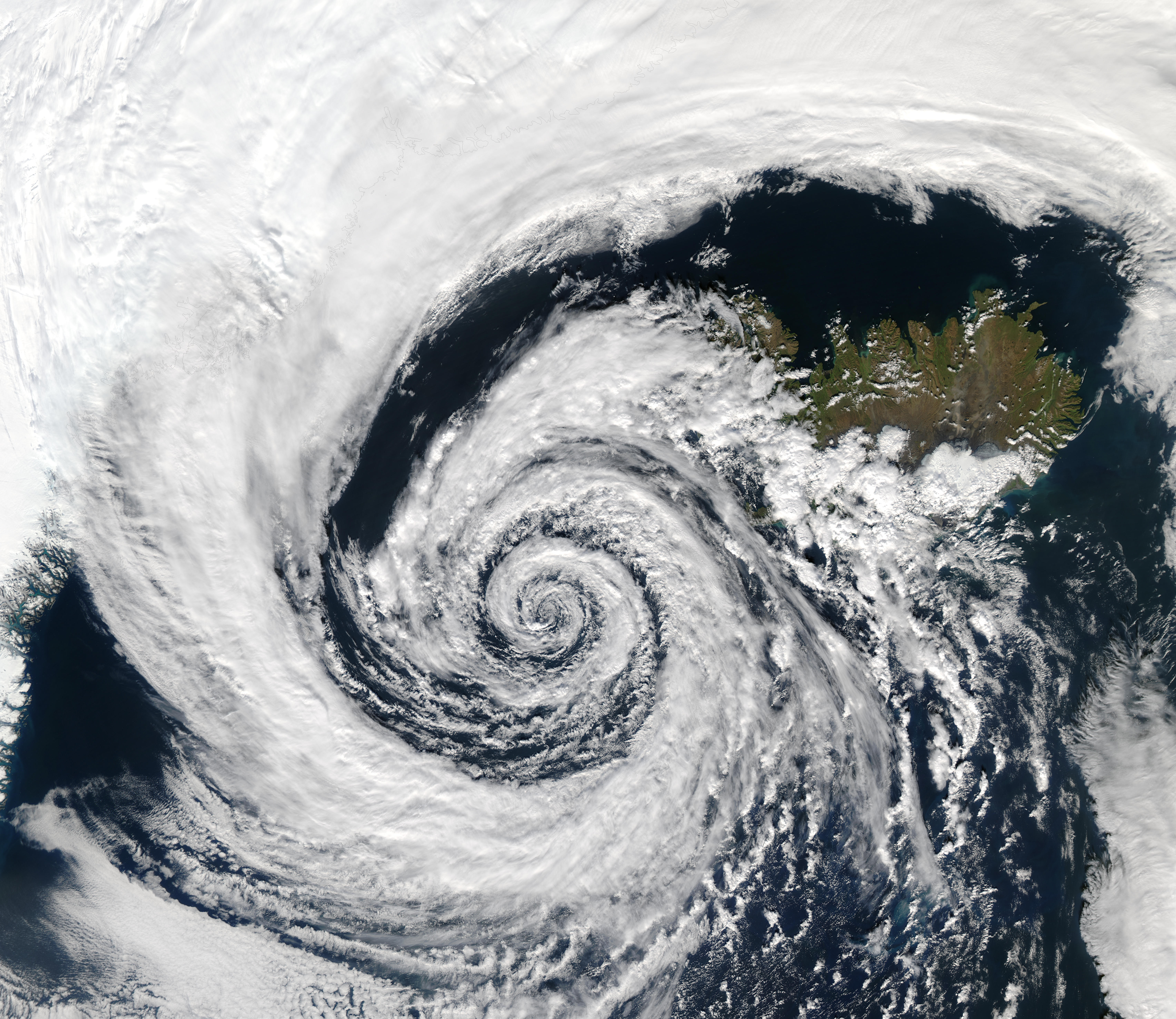
یک چرخند برون‌حاره‌ای در نزدیکی ایسلند

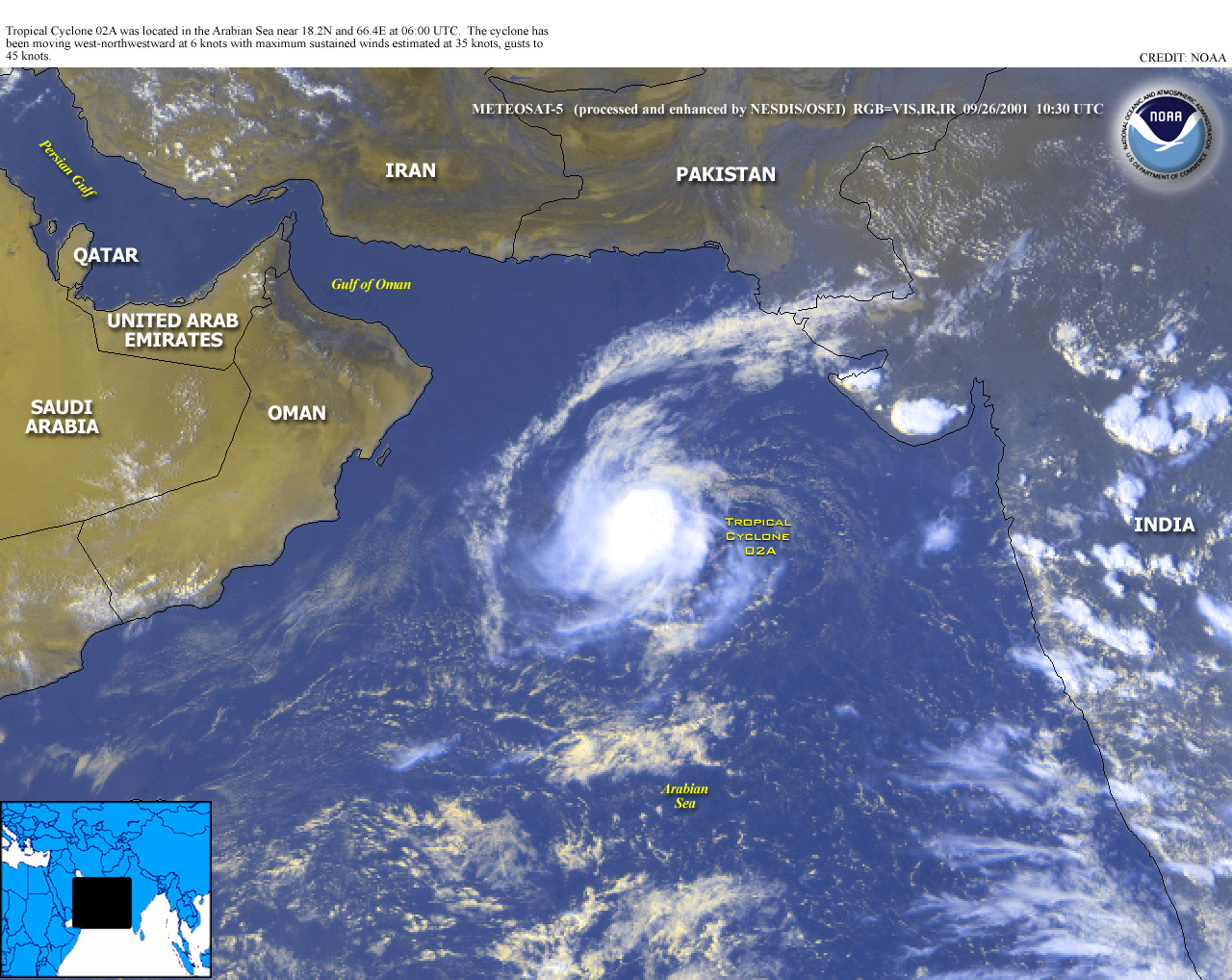
تصویر فضایی یک چرخند در اقیانوس هند

چرخند یا سیکلون (به انگلیسی: Cyclone)، اصطلاحی در هواشناسی است که به بررسی مستقیم جهت حرکت یک توده هوا می‌پردازد. خود توده هوا نیز بستگی مستقیم به منطقه جغرافیایی و محدوده انتقالی توده هوا دارد به گونه‌ای که جهت حرکت یک توده هوا در نیم‌کره شمالی با جهت حرکتی یک توده هوا در نیم‌کره جنوبی دقیقاً برعکس یکدیگر و برخلاف هم است.
چرخند توده هوا‌ی بزرگی است که به دور یک مرکز کمفشار اتمسفری می‌چرخد. این گردش در نیم‌کره جنوبی به صورت ساعت‌گرد و در نیم‌کره شمالی پادساعت‌گرد است (در صورت دید از بالا). جهت گردش واچرخند در دو نیم‌کره، برعکس است. چرخندها با بادهای مارپیچی به سمت داخل مشخص می‌شوند که گرد یک مرکز کم‌فشار می‌چرخند. بزرگ‌ترین سامانه‌های کم‌فشار در بزرگ‌ترین مقیاس (مقیاس هواشناسی سینوپتیک) عبارتند از تاوه‌های قطبی و چرخندهای برون‌حاره‌ای. چرخندهای با هسته گرم مانند چرخندهای حاره‌ای و چرخندهای جنب‌حاره‌ای نیز در مقیاس سینوپتیک قرار می‌گیرند. میان‌چرخندها، پیچندها و تنوره‌های دیو در مقیاس کوچک‌تر میانی دسته‌بندی می‌شوند.
چرخندهای سطوح فوقانی می‌تواند بدون حضور کم‌فشار سطحی وجود داشته باشند و می‌توانند در طول ماه‌های تابستان در نیم‌کره شمالی از ناوه حاره‌ای تروپوسفر فوقانی جدا شوند. چرخندها در سیاره‌های فرازمینی مانند مریخَ، مشتری و نپتون نیز دیده شده‌اند. فرایند شکل‌گیری و تشدید چرخند را چرخندزایی می‌نامند. چرخندهای برون‌حاره‌ای در مناطق بزرگی که تضادهای دمایی عرض جغرافیایی میانی افزایش می‌یابد و به نام پهنه‌های کژفشار خوانده می‌شود، به صورت امواج شروع می‌شوند. این مناطق با بسته شدن و تشدید گردش سیکلونی، جبهه‌های هوا را شکل می‌دهند. چرخندهای برون‌حاره‌ای بعداً در چرخه حیات خود، همان‌طور که توده‌های هوای سرد هوای گرم‌تر را تحت تأثیر قرار می‌دهند به‌هم‌رسیده و تبدیل به سامانه‌های هسته سرد می‌شوند. مسیر یک چرخند در طول چرخه حیات ۲ تا ۶ روزه خود توسط جریان رودباد جنب‌حاره‌ای هدایت می‌شود.
جبهه‌های هوا مرز بین دو توده هوا با دما، رطوبت و چگالی متفاوت را مشخص کرده و با برجسته‌ترین پدیده‌های هواشناسی همراه هستند. جبهه‌های سرد قوی معمولاً دارای نوارهای باریکی از توفان تندری و هوای شدید هستند و ممکن است در برخی مواقع با خطوط تندوزه یا خطوط خشک پیش از آن همراه باشند. 
چنین جبهه‌هایی از غرب مرکز گردش تشکیل می‌شوند و عموماً از غرب به شرق حرکت می‌کنند؛ جبهه‌های گرم از شرق مرکز چرخند حرکت کرده و معمولاً با بارش ابر پوشنی و مه همراه هستند. جبهه‌های گرم جلوتر از مسیر چرخند به سمت قطب جغرافیایی حرکت می‌کنند. جبهه‌های مسدود در اواخر چرخه حیات چرخند در نزدیکی مرکز چرخند تشکیل می‌شوند و اغلب به دور مرکز توفان می‌پیچند.
چرخندزایی حاره‌ای روند تشکیل و توسعه چرخندهای حاره‌ای را شرح می‌دهد. چرخندهای حاره‌ای به دلیل گرمای نهان ناشی از فعالیت‌های توفان تندری قابل توجه تشکیل شده و دارای هسته گرم هستند. چرخندها می‌توانند بین فازهای برون‌حاره‌ای، جنب‌حاره‌ای و حاره‌ای جابه‌جا شوند. میان‌چرخندها به صورت سیکلون‌های هسته گرم بر روی زمین شکل می‌گیرند و می‌توانند منجر به تشکیل پیچند شوند. پیچند دریایی نیز می‌تواند از میان‌چرخندها تشکیل شود، اما اغلب در محیط‌های با ناپایداری زیاد و چینش باد عمودی کم ایجاد می‌شود. در اقیانوس اطلس و شمال شرقی اقیانوس آرام، معمولا چرخند حاره‌ای را به نام توفند (هاریکان) می‌شناسند (برگرفته از نام هوراکان، خدای باد باستانی آمریکای مرکزی)، در اقیانوس هند و اقیانوس آرام جنوبی به آن چرخند، و در شمال غربی اقیانوس آرام به آن تیفون می‌گویند.
رشد ناپایداری در تاوه‌ها جهانی نیست. به عنوان مثال، اندازه، شدت، همرفت مرطوب، تبخیر سطحی، مقدار دمای پتانسیل در هر ارتفاع بالقوه می‌تواند بر تکامل غیرخطی یک تاوه تأثیر بگذارد.

## نگارخانه

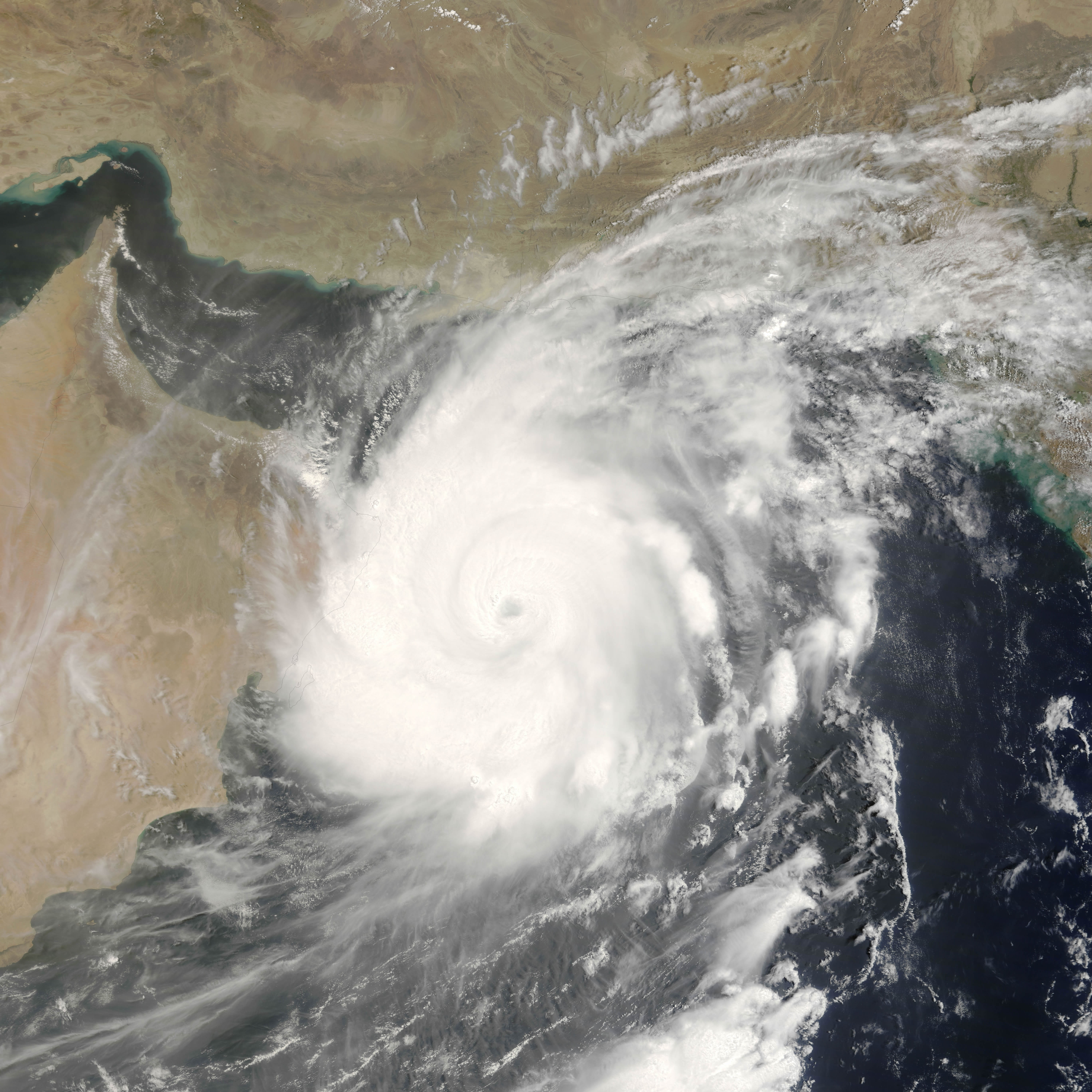
چرخند گونو بر روی دریای عرب
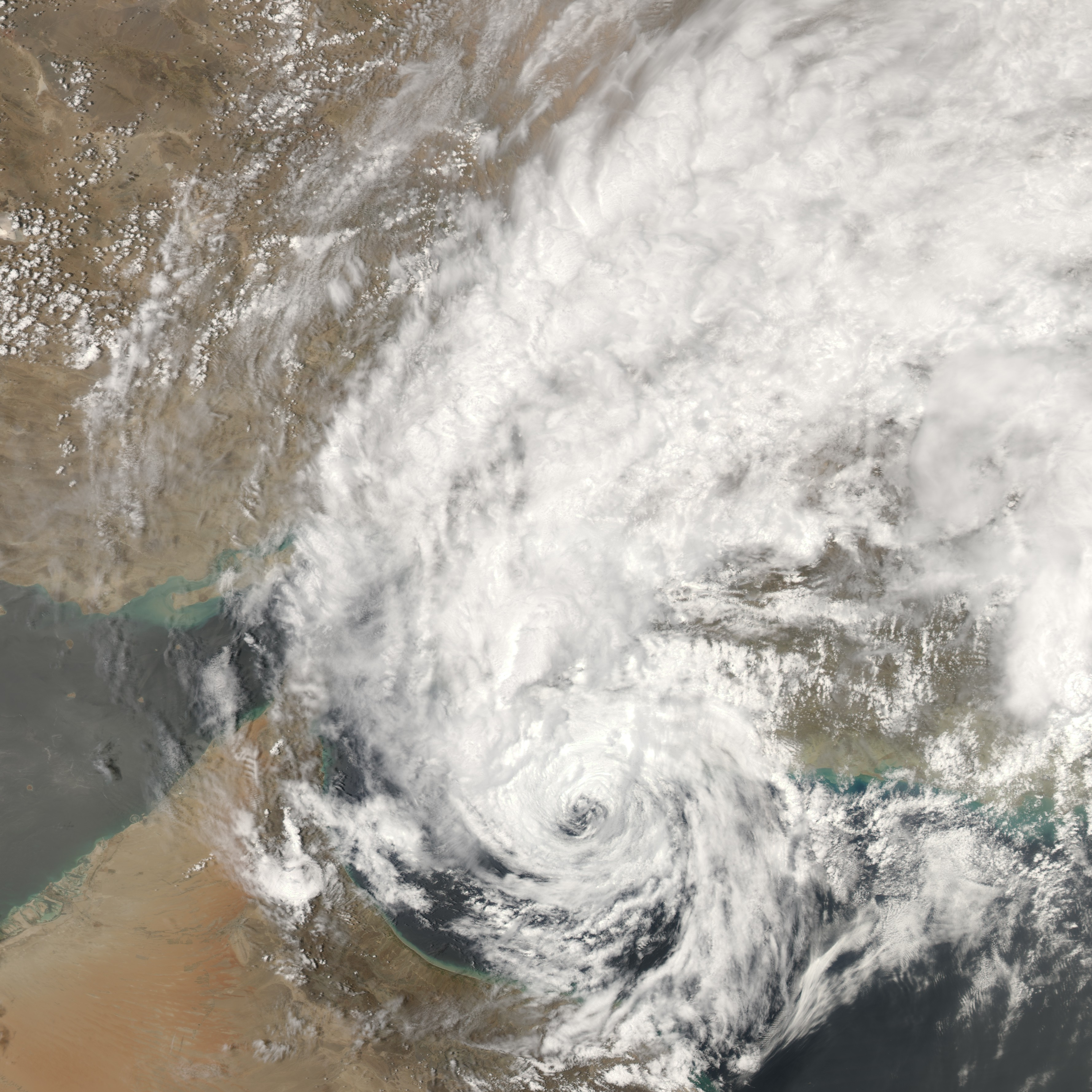
چرخند گونو در نزدیکی سواحل ایران
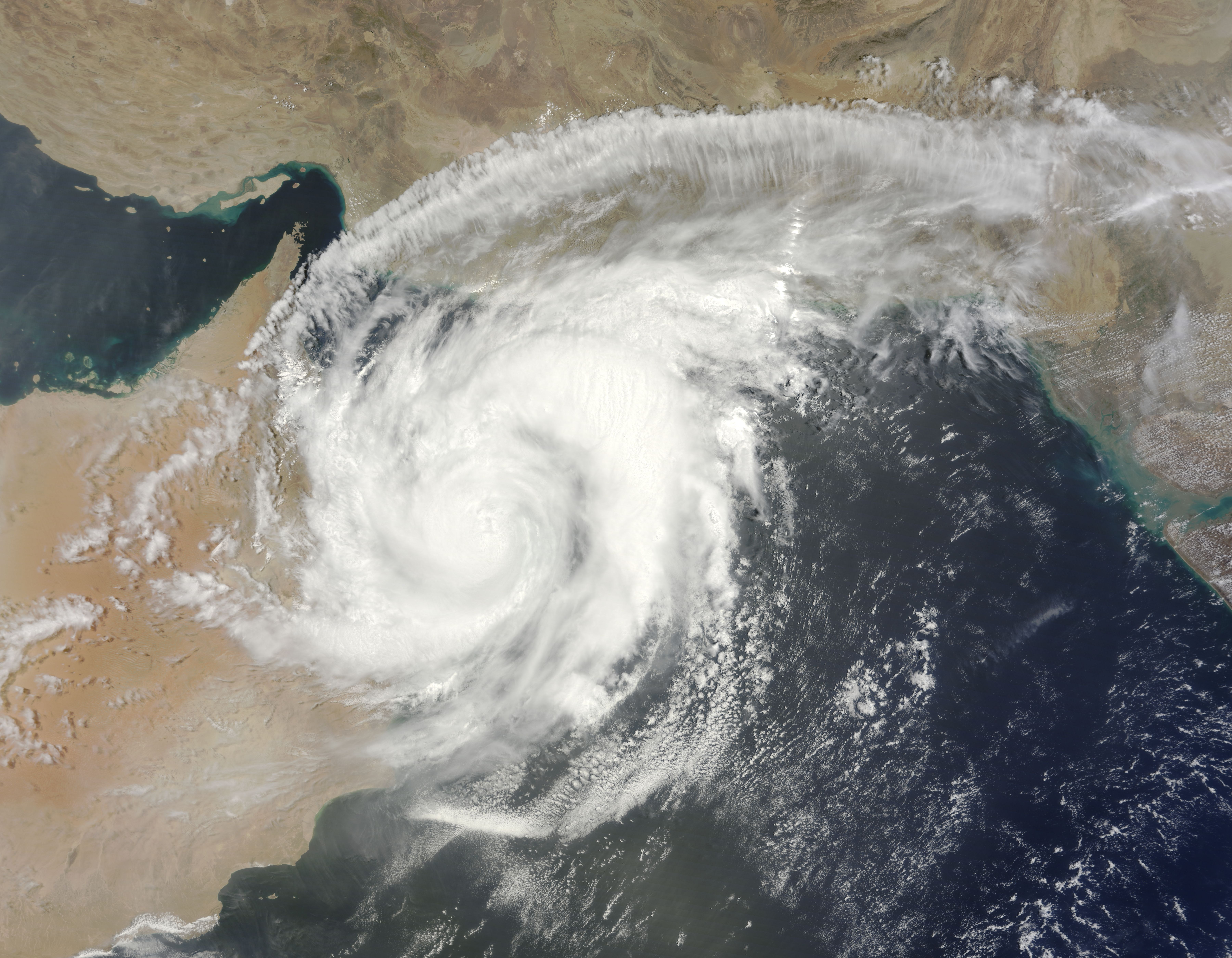
چرخند فت روی عمان
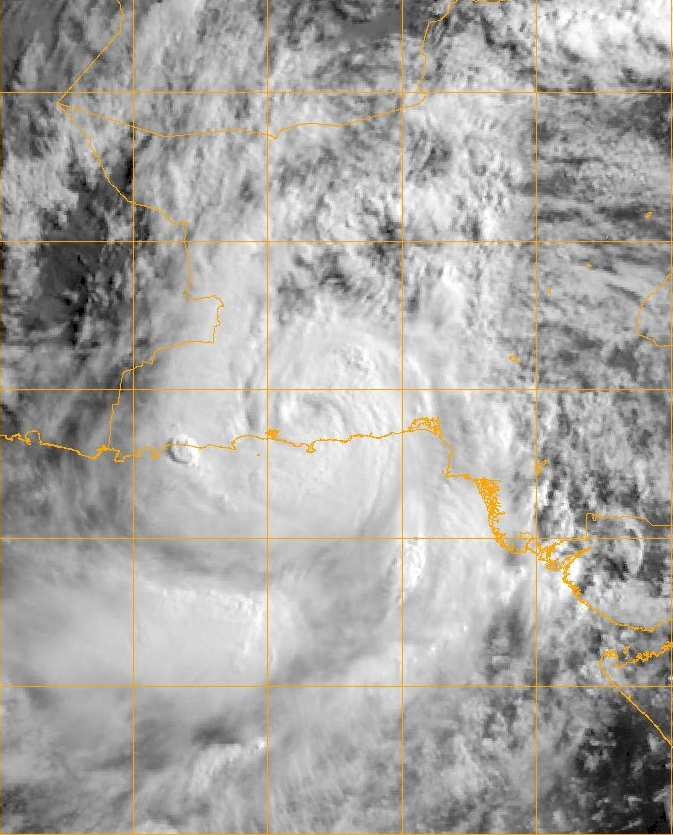
چرخند Yeymin روی بلوچستان پاکستان
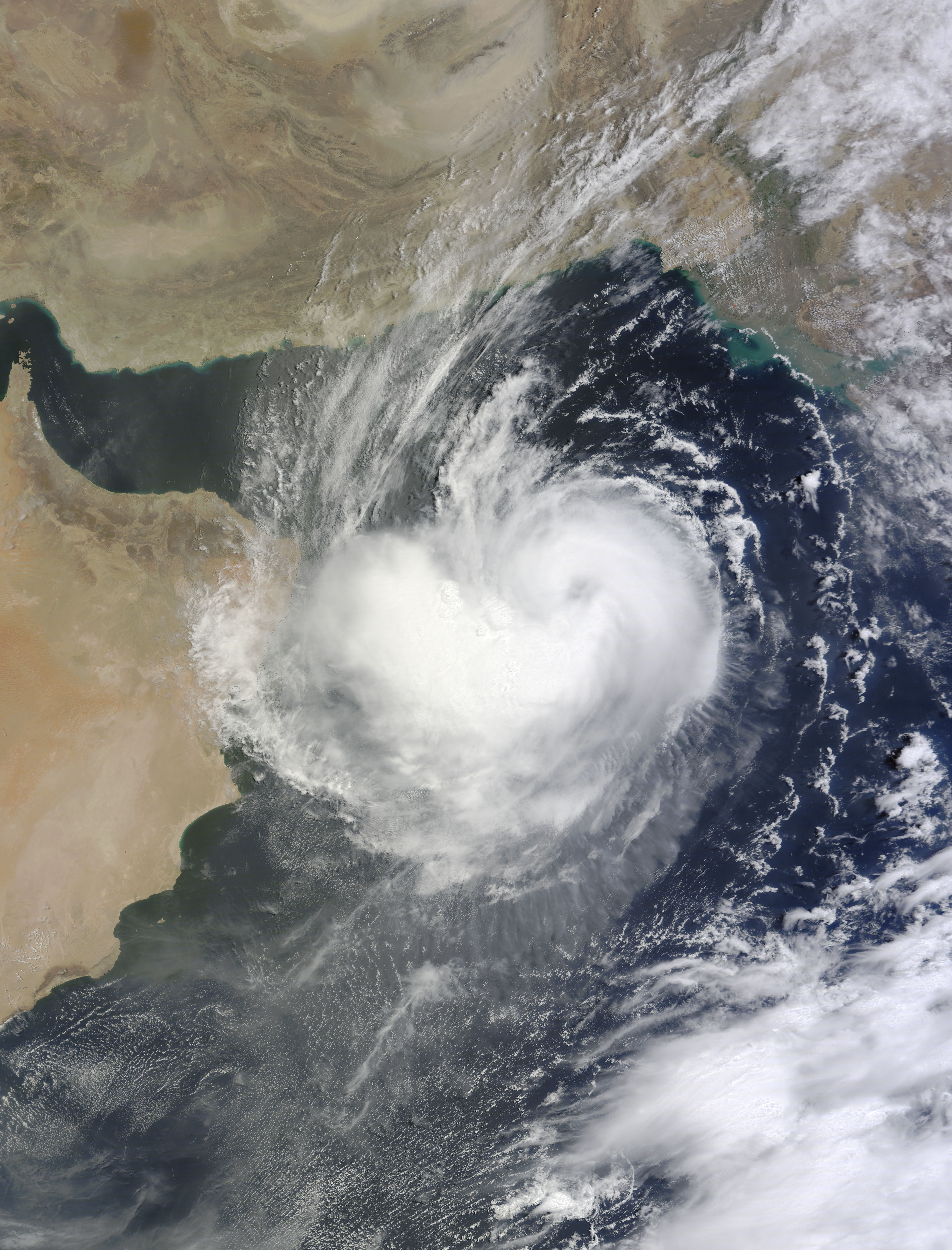
چرخند آشوبا روی دریای عرب